# Neohyssura atlantica
Neohyssura atlantica är en kräftdjursart som beskrevs av Johann-Wolfgang Wägele 1987. Neohyssura atlantica ingår i släktet Neohyssura och familjen Hyssuridae. Inga underarter finns listade i Catalogue of Life.